# Abdelkader Benjelloun
Pour l’article homonyme, voir Benjelloun.
Abdelkader Benjelloun est un avocat et nationaliste marocain. Il est mort le 8 mai 1992 à Casablanca. Il a plusieurs fois été ministres dans différents gouvernements et a aussi été président du Wydad Athletic Club de 1942 à 1944.

## Biographie

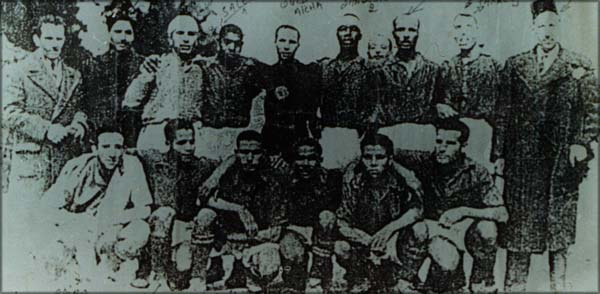
Le onze du WAC, vainqueur du Tournoi Nouvel An à Alger, 2 janvier 1943. Feu monsieur Abdelkader Benjelloun premier debout à droite

Avocat et nationaliste marocain, il a été président du Wydad Athletic Club de 1942 à 1944 lors de laquelle le club nationaliste du Maroc jouait en Division Honneur qui s'agissait du 1er niveau de la hiérarchisation du Championnat du Maroc de football. Avant d'être président du club, Mohamed Benjelloun Touimi connu pour être une figure du sport marocain et créateur du club réussit lors de son mandat avec l’entraîneur Père Jégo à remporter le Championnat de Promotion (Groupe Centre) et le Championnat Pré-honneur ainsi qu'aux matchs barrages, pour assurer une monter en Division d'Excellence du Wydad Athletic Club.
Au cours des deux années du club sous la présidence d'Abdelkader Benjelloun, le club réussit à toujours se hisser dans les poules finales sans pour autant remporter le championnat, lors de la saison 1942-1943, le club atteint grâce aux entraîneurs Larbi Benbarek et Père Jégo, la finale mais sont battus par l'Union sportive marocaine de Casablanca sur le score de deux buts à zéro. La saison suivante n'est pas aussi spectaculaire que la saison dernière où le club avait réussi à atteindre la phase finale. De plus lors de cette saison, Larbi Benbarek quitte le club et laisse seul Père Jégo s'occuper de l'équipe. Finalement, le club est quart de finaliste du championnat.
Abdellatif Alami lui succède en 1944 pour seulement une saison où le club réalise le même parcours de la saison précédente en atteignant les quarts de finale du championnat de Division Honneur. Il est ensuite remplacé par Mohamed Belahssan Benjelloun après cette saison,.
C'est à partir des dernières années '50 que Benjelloun participera à la vie politique du pays. Lors de la formation du tout premier gouvernement marocain appelé gouvernement Bekkaï I, il est choisi pour devenir le tout premier ministre des Finances, poste qu'il va garder jusqu'au 26 octobre 1956 lorsque Mbarek Bekkai forme un nouveau gouvernement du nom de gouvernement Bekkaï II.
Après la mort du roi Mohammed V du Maroc, son fils Hassan II créé un conseil présidé par lui-même, lors du tout premier Abdelkader n'est pas appelé à être ministre mais le 2 juin 1961 un nouveau cabinet est mis en place appelé conseil Hassan II 2 où il est nommé ministre délégué chargé de l’Emploi et des Affaires sociales, poste qu'il gardera jusqu'au 13 novembre 1963 même pendant l'autre cabinet d'Hassan II.
Après la création du gouvernement Ahmed Bahnini le 13 novembre 1963, alors qu'il était ministre délégué chargé de l’Emploi et des Affaires sociales, il est nommé ministre de la Justice jusqu'au 20 août 1964 lorsque le quatrième cabinet du roi Hassan II est créé pour remplacer le gouvernement Ahmed Bahnini. Il ne sera plus reconduit à un poste de ministre après la création de ce nouveau conseil.

## Sources
1. 1 2  Galerie photos des présidents du WAC, Wydad.ma, consulté le 2 décembre 2012
2. ↑  [PDF] Saison 1941-1942 du Wydad de Casablanca, Wayback, consulté le 2 décembre 2012
3. ↑  [PDF] Saison 1942-1943 du Wydad de Casablanca, Wayback, consulté le 2 décembre 2012
4. ↑  [PDF] Saison 1943-1944 du Wydad de Casablanca, Wayback, consulté le 2 décembre 2012
5. ↑  [PDF] Saison 1944-1945 du Wydad de Casablanca, Wayback, consulté le 2 décembre 2012
6. 1 2 3  [PDF] Historique des gouvernements marocains, Maroc.ma, consulté le 2 décembre 2012